# Martinuskerk (Woudrichem)

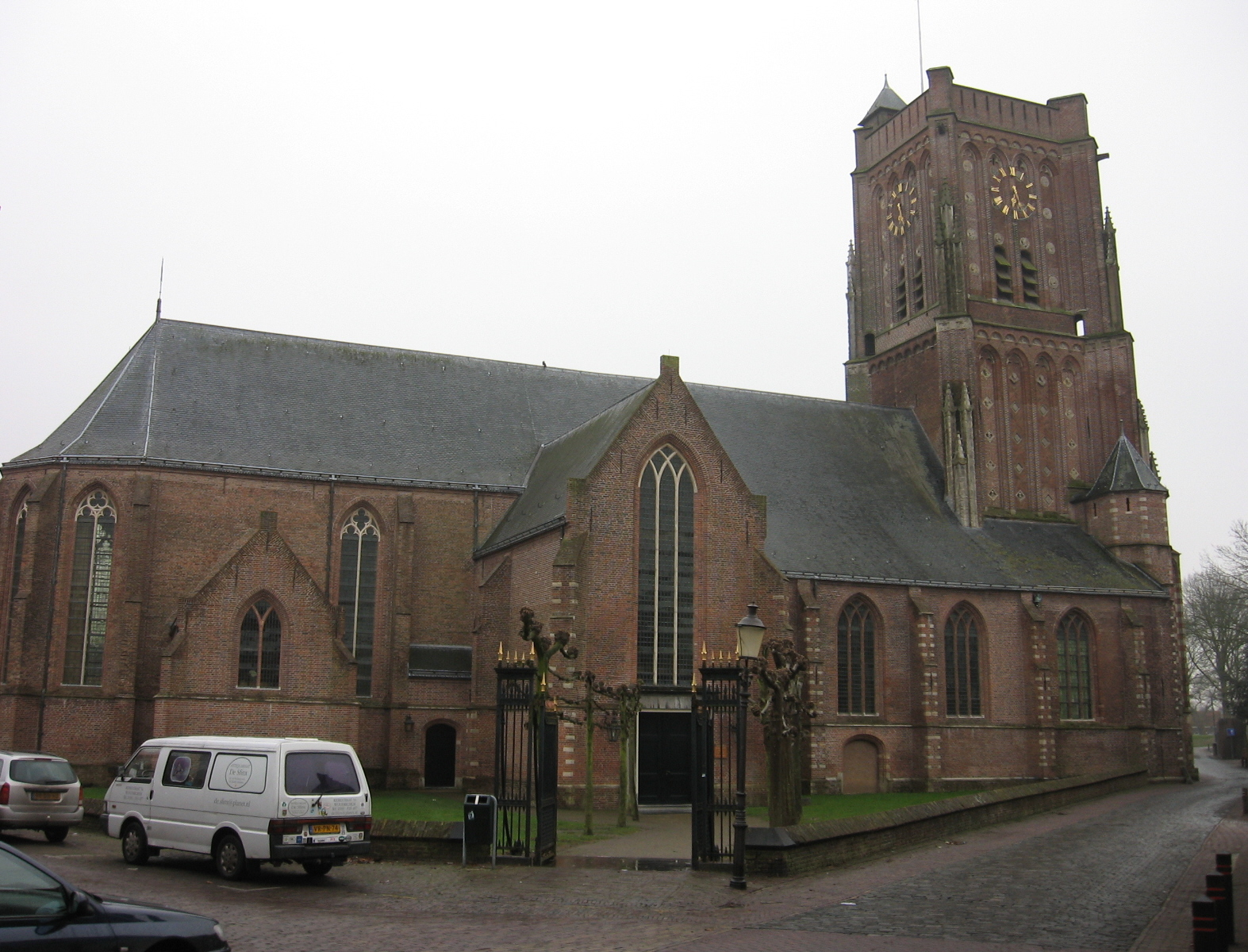
Die Martinuskerk in Woudrichem

Die evangelische Martinuskerk ist eine mittelalterliche Kirche im niederländischen Woudrichem. Sie gehört zur unierten Protestantischen Kirche in den Niederlanden. Der Turmstumpf wird im Volksmund 'De Mosterdpot' (Der Senftopf) genannt.

## Geschichte
Die Martinuskerk wurde im 15. Jahrhundert als Kreuzkirche errichtet. Sie beherbergt seit 1864 eine prächtige Orgel aus der Kloosterkerk in Den Haag aus dem Jahr 1680, die Wilhelm III. von Oranien-Nassau in Auftrag gegeben haben soll. Die Kirche wird für den reformierten Gottesdienst, aber auch für Ausstellungen moderner Kunst genutzt.

## Orgel
Die Orgel wurde 1979 von dem Orgelbauer S. F. Blank (Herwijnen) erbaut, in Anlehnung an die Disposition des Instruments, das sich ursprünglich in dem historischen Orgelgehäuse befand. Bemerkenswert ist das Gehäuse, welches für die Klosterkirche in Den Haag erbaut wurde, und 1864 nach Woudrichem kam. Das Instrument selbst wurde 1907 durch ein neues pneumatisches Werk ersetzt. Das historische Pfeifenmaterial ging verloren. Das heutige Orgelwerk hat 21 Register auf zwei Manualen und Pedal. Die Trakturen sind mechanisch.
| I Hoofdwerk C–g3 |                |    |
| 1.               | Prestant       | 8′ |
| 2.               | Holfluit       | 8′ |
| 3.               | Octaaf         | 4′ |
| 4.               | Quintfluit     | 3′ |
| 5.               | Octaaf         | 2′ |
| 6.               | Siflet         | 1′ |
| 7.               | Sexquialtra II |    |
| 8.               | Mixtuur IV-V   |    |
| 9.               | Cornet V (D)   |    |
| 10.              | Trompet        | 8′ |

| II Bovenwerk C–g3 |            |       |
| 11.               | Holpijp    | 8′    |
| 12.               | Prestant   | 4′    |
| 13.               | Quintadeen | 8′    |
| 14.               | Gemshoorn  | 4′    |
| 15.               | Octaaf     | 2′    |
| 16.               | Quintfluit | 1 ⁄3′ |
| 17.               | Vox Humana | 8′    |
|                   | Tremulant  |       |

| Pedaal C–f3 |         |     |
| 18.         | Bourdon | 16′ |
| 19.         | Octaaf  | 8′  |
| 20.         | Bazuin  | 16′ |
| 21.         | Trompet | 8′  |